# Havaspoklos
Havaspoklos (Poclușa de Beiuș), település Romániában, a Partiumban, Bihar megyében.

## Fekvése
A Béli-hegység alatt, Béltől északkeletre, Belényestől nyugatra, Urszád és Pusztahodos közt fekvő település.

## Története
Havaspoklos nevét 1587-ben említette először oklevél Poklossa néven.
1692-ben Poclossa, 1808-ban Poklusa, 1913-ban Havaspoklos néven írták.
A település a nagyváradi 1. sz. püspökség birtoka volt még a 20. század elején is.
1851-ben Fényes Elek írta a településről:
Bihar vármegyében, a váradi deák püspök béli uradalmában, 65 óhitü lakossal. Földje
elég, de felette sovány; juhot eleget tarthatna; erdeje nagy.
1910-ben 171 lakosából 169 román volt. Ebből 171 ortodox volt.
A trianoni békeszerződés előtt Bihar vármegye Béli járásához tartozott.

## Hivatkozások

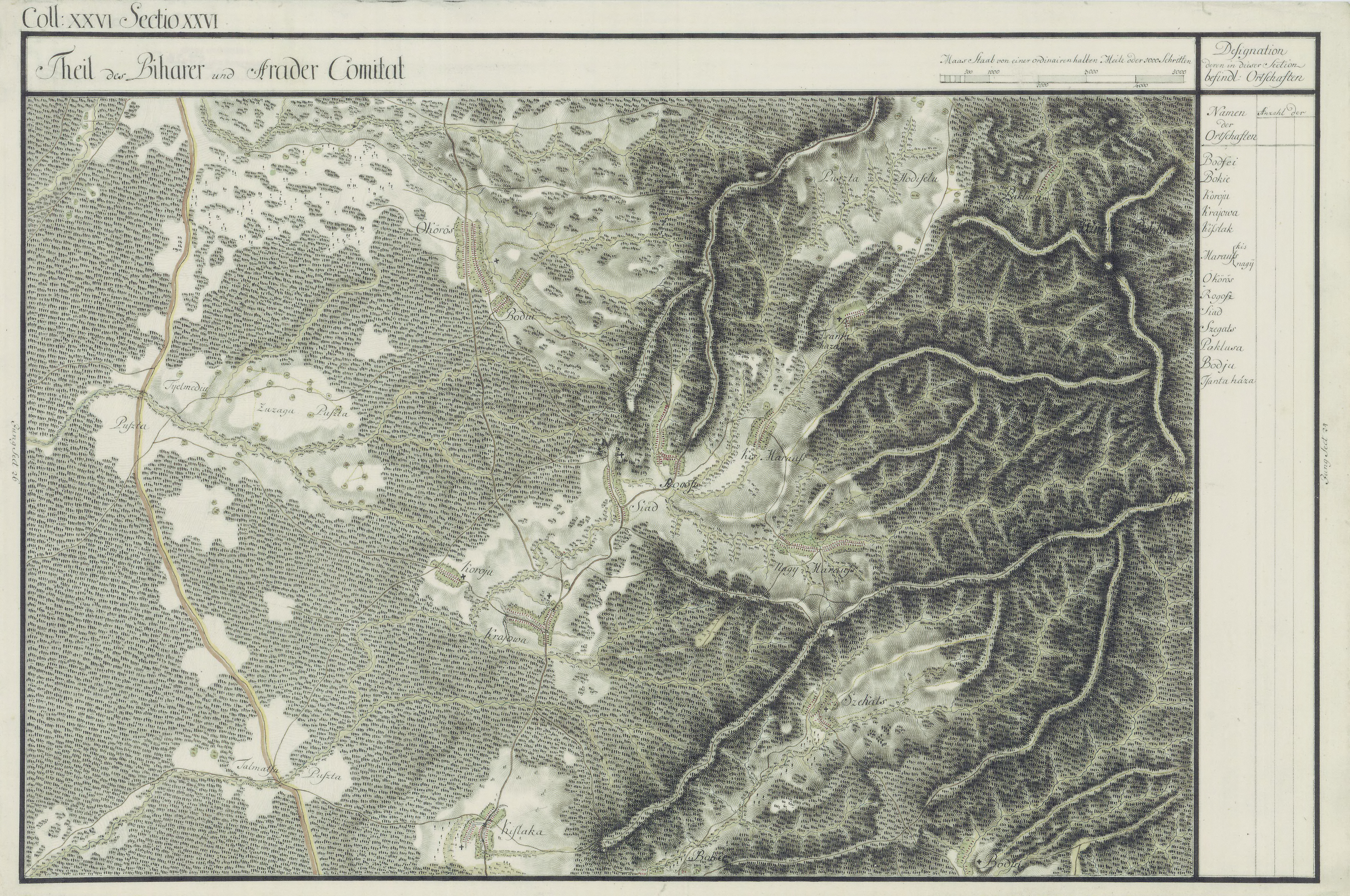
Havaspoklos egy régi térképen